# Erpan Ezimjan
Erpan Ezimjan (pronunciado: Ezimyán; en uigur: ئىرپان ھېزىمجاننى, romanizado: Ërpan Hëzimjan, también deletreado Irfan o Erfan Hezim; en chino tradicional, 葉爾凡·葉孜木江; en chino simplificado, 叶尔凡·叶孜木江; pinyin, Yèěrfán Yèzīmùjiāng; 14 de enero de 1999) es un futbolista uigur de Sinkiang que juega como delantero en el Shaanxi Chang'an Athletic desde 2019.

## Trayectoria
En 2013, participó en el entrenamiento de prueba del Bayern de Múnich Júnior, fue seleccionado para la Selección de fútbol sub-16 de la China el año siguiente. En 2015, representó a la Selección de fútbol sub-20 en el Campeonato Internacional de Fútbol Juvenil de Weinan; en el mismo año, representó a Urumqi en el primer evento deportivo juvenil. En 2017, representó al equipo de Sinkiang en el partido desempate en sub-18 de los Juegos Nacionales de China celebrados en Tianjín, logró un récord de 1 victoria y 2 derrotas y se clasificó para avanzar a la final.
Es conocido por su chilena en la Copa Panda de 2017 mientras jugaba contra la Selección nacional de fútbol sub-19 de Hungría en Chengdu (Sichuan). En julio del mismo año, se unió al Jiangsu Football Club y firmó un contrato de cinco años, que estuvo bajo la dirección de Fabio Capello.
En abril de 2018, Radio Free Asia informó sobre la desaparición de Erpan. Durante las vacaciones de invierno, Erpan regresó a casa para visitar a sus padres en el condado de Dorbiljin, en la prefectura de Tarbaghatay de Sinkiang, y fue detenido por la policía mientras visitaba un mercado en la sede de condado. Luego fue internado en un centro de reeducación por haber salido del territorio chino, que antes viajó a España para preparar la temporada 2019 con varios amistosos y sesiones de entrenamiento. Su familia estaba conmocionada y no habían sabido nada de Erpan durante dos meses. Fue liberado en febrero de 2019 después de 11 meses en los campos de reeducación, y cedido al Shaanxi Chang'an Athletic F.C.